# CECs-See
Der CECs-See (spanisch Lago subglacial CECs) ist ein subglazialer See im westantarktischen Ellsworthland. Er liegt 2650 m unter dem antarktischen Eisschild zwischen dem Minnesota-Gletscher und dem Institute Ice Stream.
Chilenische Wissenschaftler benannten ihn nach seiner Entdeckung im Januar 2014 nach dem Centro de Estudios Científicos (CECs), einem privaten Forschungsinstitut in Valdivia.